# 戲局謬誤
戲局謬誤（英語：ludic fallacy）是一種不相干的謬誤，係指錯誤地將遊戲的機率模式套用到現實世界。
這個謬誤是由塔雷伯提出，攻擊使用數學模型預測未來的習慣。根據他的說法，統計只能用在像賭博這種風險可明確定義的領域。用這種模型預測未來，則屬過度理想化、過度看重數學純粹性，也忽略了許多關鍵。
基於經驗數據的理論與模型有個重大缺陷：未發生的事情不會被計入。即使是非常微小的變數，也能造成巨大的影響。那些未納入考慮的微小變數，可能完全扭轉本來的預測。